# Stichophthalma hyacynthus
Stichophthalma hyacynthus är en fjärilsart som beskrevs av Brooks 1949. Stichophthalma hyacynthus ingår i släktet Stichophthalma och familjen praktfjärilar. Inga underarter finns listade i Catalogue of Life.